# FDGB-Pokal 1977/78
Der 27. Wettbewerb um den FDGB-Fußballpokal wurde in der Saison 1977/78 ausgetragen.
Nach einer Ausscheidungsrunde mit vier DDR-Ligisten standen sich der 1. Hauptrunde 55 Mannschaften aus der zweitklassigen DDR-Liga und die die beiden Oberligaabsteiger jeweils aus der Saison 1976/77 und die 18 Bezirkspokalsieger des Jahres 1977 gegenüber. Bis einschließlich 2. Hauptrunde wurden alle Spiele im K.-o.-System ausgetragen, die Paarungen des Achtel-, Viertel- und Halbfinales fanden mit Hin- und Rückspiel statt. Unentschiedene Begegnungen wurden verlängert und ggf. durch Elfmeterschießen entschieden.
Nachdem in einer Zwischenrunde bis auf Motor Warnowwerft alle Bezirkspokalsieger eliminiert worden waren, griff in der 2. Hauptrunde die DDR-Oberliga in das Pokalgeschehen ein. Mit dem Halleschen FC, Union Berlin, Chemie Böhlen, Sachsenring Zwickau und Wismut Aue schieden bereits fünf Oberligisten aus. Auch Motor Warnowwerft musste sich aus dem Wettbewerb verabschieden.
Der Vorjahresfinalist 1. FC Lokomotive Leipzig schied bereits im Achtelfinale aus. Von den sieben DDR-Ligisten, die das Achtelfinale erreicht hatten, kamen nur Buna Schkopau, Motor Werdau und Vorwärts Stralsund unter die letzten Acht, schieden jedoch allesamt im Viertelfinale aus. Der letztjährige Pokalsieger Dynamo Dresden kam erneut in das Endspiel, wo er auf den viermaligen Pokalgewinner 1. FC Magdeburg traf.

## Ausscheidungsrunde
Die Spiele fanden am 6. August 1977 statt.
|                               | Ergebnis |                                |
| ----------------------------- | -------- | ------------------------------ |
| BSG EAB Lichtenberg 47 Berlin | 3:0      | BSG Nord „Max Matern“ Torgelow |
| BSG Motor Veilsdorf           | 2:4      | BSG Motor Altenburg            |

## 1. Hauptrunde
Die Spiele fanden am 13. August 1977 statt.
|                                    | Ergebnis              |                                   |
| ---------------------------------- | --------------------- | --------------------------------- |
| BSG Sparta Lichtenberg *           | 3:5 n. V.             | SG Dynamo Fürstenwalde            |
| BSG Aufbau Großräschen *           | 2:3                   | BSG Motor Werdau                  |
| BSG Wismut Pirna-Copitz *          | 2:1                   | BSG Aktivist Brieske-Senftenberg  |
| ZSG Leinefelde *                   | 1:0                   | BSG Chemie-Glas IW Ilmenau        |
| BSG Empor Beeskow *                | 2:1                   | BSG Motor Hennigsdorf             |
| BSG Fortschritt Münchenbernsdorf * | 1:4                   | BSG Umformtechnik Erfurt          |
| BSG Stahl WW Hettstedt *           | 3:1                   | BSG Lokomotive Halberstadt        |
| ASG Vorwärts Plauen II *           | 0:0 n. V. (3:1 i. E.) | BSG Fortschritt Bischofswerda     |
| BSG DIMO Böhlitz-Ehrenberg *       | 1:6                   | FSV Lokomotive Dresden            |
| BSG Aktivist Gommern *             | 5:7 n. V.             | BSG Chemie Veritas Wittenberge    |
| BSG Demminer Verkehrsbetriebe *    | 0:6                   | TSG Bau Rostock                   |
| BSG Chemie Velten *                | 1:6                   | BSG Energie Cottbus               |
| BSG Motor Warnowwerft Warnemünde * | 4:1                   | BSG Einheit Güstrow               |
| ISG Schwerin Süd *                 | 0:1                   | ASG Vorwärts Neubrandenburg       |
| BSG Akt. Kali Werra Tiefenort II * | 1:4                   | BSG Zentronik Sömmerda            |
| BSG Post Neubrandenburg            | 1:0                   | FC Hansa Rostock                  |
| SG Dynamo Schwerin                 | 4:0                   | BSG Lokomotive Stendal            |
| BSG Stahl Hennigsdorf              | 6:2                   | BSG Motor Schwerin                |
| BSG Chemie PCK Schwedt             | 0:1                   | BSG Kernkraftwerk Greifswald      |
| BSG Aktivist Schwarze Pumpe        | 2:1                   | BSG Aktivist Espenhain            |
| BSG Schiffahrt/Hafen Rostock       | 4:1                   | BSG Einheit Grevesmühlen          |
| TSG Wismar                         | 2:1                   | TSG Neustrelitz                   |
| BSG Stahl Blankenburg              | 3:2 n. V.             | BSG Motor Nordhausen              |
| BSG Motor Weimar                   | 4:0                   | BSG Einheit Wernigerode           |
| BSG Stahl Thale                    | 2:1                   | BSG Aktivist Kali Werra Tiefenort |
| SG Dynamo Eisleben                 | 3:0                   | BSG Motor Altenburg               |
| BSG Chemie Buna Schkopau           | 5:0                   | BSG Fortschritt Weida             |
| BSG Stahl Finow                    | 2:1                   | BSG Stahl Brandenburg             |
| TSG Gröditz                        | 1:1 n. V. (6:5 i. E.) | BSG Stahl Eisenhüttenstadt        |
| BSG Motor Suhl                     | 5:3                   | BSG Chemie Leipzig                |
| BSG Rotes Banner Trinwillershagen  | 2:7                   | ASG Vorwärts Stralsund            |
| BSG Motor Eberswalde               | 3:0                   | BSG EAB Lichtenberg 47 Berlin     |
| ASG Vorwärts Dessau                | 3:1                   | BSG Motor Babelsberg              |
| BSG Rotation Berlin                | 0:1                   | BSG Stahl Riesa                   |
| BSG Motor Hermsdorf                | 4:3                   | BSG Fortschritt Krumhermersdorf   |
| BSG Chemie Zeitz                   | 0:1                   | ASG Vorwärts Plauen               |

## Zwischenrunde
Die Spiele fanden am 18. September 1977 statt.
|                                    | Ergebnis              |                              |
| ---------------------------------- | --------------------- | ---------------------------- |
| BSG Wismut Pirna-Copitz *          | 2:3                   | ASG Vorwärts Plauen          |
| BSG Stahl WW Hettstedt *           | 1:2                   | TSG Gröditz                  |
| ASG Vorwärts Plauen II *           | 1:3                   | BSG Motor Weimar             |
| BSG Motor Warnowwerft Warnemünde * | 3:1                   | TSG Wismar                   |
| ZSG Leinefelde *                   | 0:1                   | SG Dynamo Eisleben           |
| BSG Empor Beeskow *                | 1:2                   | SG Dynamo Fürstenwalde       |
| BSG Umformtechnik Erfurt           | 1:2                   | BSG Chemie Buna Schkopau     |
| TSG Bau Rostock                    | 2:3                   | BSG Stahl Hennigsdorf        |
| BSG Zentronik Sömmerda             | 2:4                   | BSG Stahl Thale              |
| BSG Energie Cottbus                | 4:2                   | ASG Vorwärts Dessau          |
| ASG Vorwärts Stralsund             | 3:1                   | BSG Schiffahrt/Hafen Rostock |
| BSG Stahl Riesa                    | 2:0                   | BSG Aktivist Schwarze Pumpe  |
| BSG Motor Werdau                   | 2:1                   | BSG Motor Suhl               |
| FSV Lokomotive Dresden             | 4:2 n. V.             | BSG Motor Hermsdorf          |
| ASG Vorwärts Neubrandenburg        | 4:0                   | SG Dynamo Schwerin           |
| BSG Kernkraftwerk Greifswald       | 1:1 n. V. (4:2 i. E.) | BSG Post Neubrandenburg      |
| BSG Chemie Veritas Wittenberge     | 2:3                   | BSG Stahl Blankenburg        |
| BSG Stahl Finow                    | 1:2                   | BSG Motor Eberswalde         |

## 2. Hauptrunde
Die Spiele fanden am 22. Oktober 1977 statt.
|                             | Ergebnis              |                                    |
| --------------------------- | --------------------- | ---------------------------------- |
| SG Dynamo Fürstenwalde      | 2:3                   | SG Dynamo Dresden                  |
| BSG Motor Weimar            | 0:2                   | FC Carl Zeiss Jena                 |
| BSG KKW Greifswald          | 0:2                   | Berliner FC Dynamo                 |
| BSG Stahl Hennigsdorf       | 1:6                   | 1. FC Magdeburg                    |
| BSG Stahl Riesa             | 4:1                   | Hallescher FC Chemie               |
| BSG Motor Werdau            | 0:0 n. V. (3:1 i. E.) | 1. FC Union Berlin                 |
| SG Dynamo Eisleben          | 1:0                   | BSG Chemie Böhlen                  |
| ASG Vorwärts Plauen         | 0:3                   | 1. FC Lokomotive Leipzig           |
| BSG Stahl Blankenburg       | 0:3                   | FC Rot-Weiß Erfurt                 |
| ASV Vorwärts Neubrandenburg | 0:2                   | FC Vorwärts Frankfurt/Oder         |
| BSG Chemie Buna Schkopau    | 2:0                   | BSG Sachsenring Zwickau            |
| FSV Lokomotive Dresden      | 1:0 n. V.             | BSG Wismut Aue                     |
| TSG Gröditz                 | 0:2                   | FC Karl-Marx-Stadt                 |
| BSG Stahl Thale             | 1:2 n. V.             | BSG Wismut Gera                    |
| ASG Vorwärts Stralsund      | 7:1                   | BSG Motor Warnowwerft Warnemünde * |
| BSG Motor Eberswalde        | 1:3                   | BSG Energie Cottbus                |

## Achtelfinale
Die Hinspiele fanden am 26. und die Rückspiele am 30. November 1977 statt.
|                        | Gesamt    |                            | Hinspiel | Rückspiel |
| ---------------------- | --------- | -------------------------- | -------- | --------- |
| Berliner FC Dynamo     | 6:2       | 1. FC Lokomotive Leipzig   | 5:0      | 1:2       |
| FC Rot-Weiß Erfurt     | 3:2       | BSG Wismut Gera            | 1:2      | 2:0       |
| 1. FC Magdeburg        | 7:1       | BSG Stahl Riesa            | 2:1      | 5:0       |
| FSV Lokomotive Dresden | 01:11     | SG Dynamo Dresden          | 1:7      | 0:4       |
| BSG Energie Cottbus    | 2:5       | FC Vorwärts Frankfurt/Oder | 2:1      | 0:4       |
| SG Dynamo Eisleben     | (a)3:3(a) | BSG Chemie Buna Schkopau   | 2:2      | 1:1       |
| FC Karl-Marx-Stadt     | 2:4       | BSG Motor Werdau           | 0:1      | 2:3       |
| FC Carl Zeiss Jena     | (a)2:2(a) | ASG Vorwärts Stralsund     | 1:2      | 1:0       |

## Viertelfinale
Die Hinspiele fanden am 14. und die Rückspiele am 21. Dezember 1977 statt.
|                        | Gesamt |                            | Hinspiel | Rückspiel |
| ---------------------- | ------ | -------------------------- | -------- | --------- |
| SG Dynamo Dresden      | 8:1    | BSG Motor Werdau           | 5:1      | 3:0       |
| ASG Vorwärts Stralsund | 0:7    | Berliner FC Dynamo         | 0:4      | 0:3       |
| 1. FC Magdeburg        | 5:1    | FC Vorwärts Frankfurt/Oder | 2:0      | 3:1       |
| FC Rot-Weiß Erfurt     | 5:0    | BSG Chemie Buna Schkopau   | 4:0      | 1:0       |

## Halbfinale
Die Hinspiele fanden am 11. und die Rückspiele am 25. März 1978 statt.
|                    | Gesamt |                    | Hinspiel | Rückspiel |
| ------------------ | ------ | ------------------ | -------- | --------- |
| 1. FC Magdeburg    | 5:1    | Berliner FC Dynamo | 4:0      | 1:1       |
| FC Rot-Weiß Erfurt | 1:2    | SG Dynamo Dresden  | 1:2      | 0:0       |

## Finale

### Statistik
| Paarung           | 1. FC Magdeburg – SG Dynamo Dresden |
| Ergebnis          | 1:0 (1:0) |
| Datum             | 29. April 1978 |
| Stadion           | Stadion der Weltjugend, Ost-Berlin |
| Zuschauer         | 50.000 |
| Schiedsrichter    | Adolf Prokop (Erfurt) |
| Tore              | 1:0 Zapf (8.) |
| 1. FC Magdeburg   | Dirk Heyne – Manfred Zapf – Detlef Raugust, Wolfgang Seguin, Klaus Decker – Jürgen Pommerenke, Axel Tyll, Siegmund Mewes – Joachim Streich, Jürgen Sparwasser, Martin Hoffmann                   |
| SG Dynamo Dresden | Bernd Jakubowski – Hans-Jürgen Dörner – Christian Helm, Gerd Weber, Klaus Müller – Reinhard Häfner, Hartmut Schade, Dieter Riedel – Gert Heidler, Rainer Sachse (75. Peter Kotte), Frank Richter |

### Spielverlauf

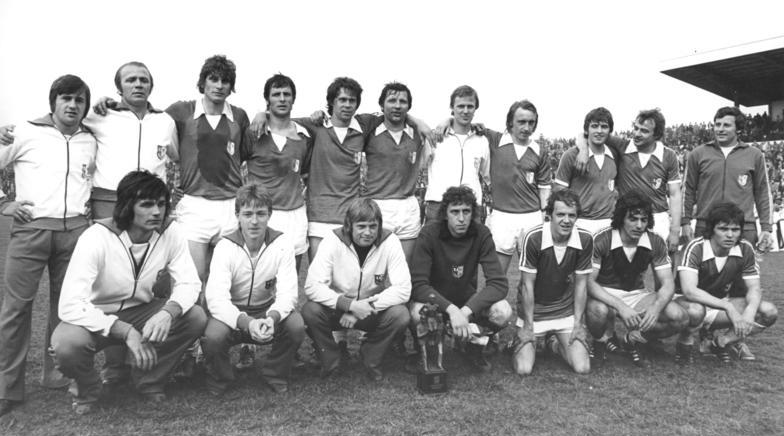
Die Endspielgegner:
1. FC Magdeburg (stehend) und Dynamo Dresden

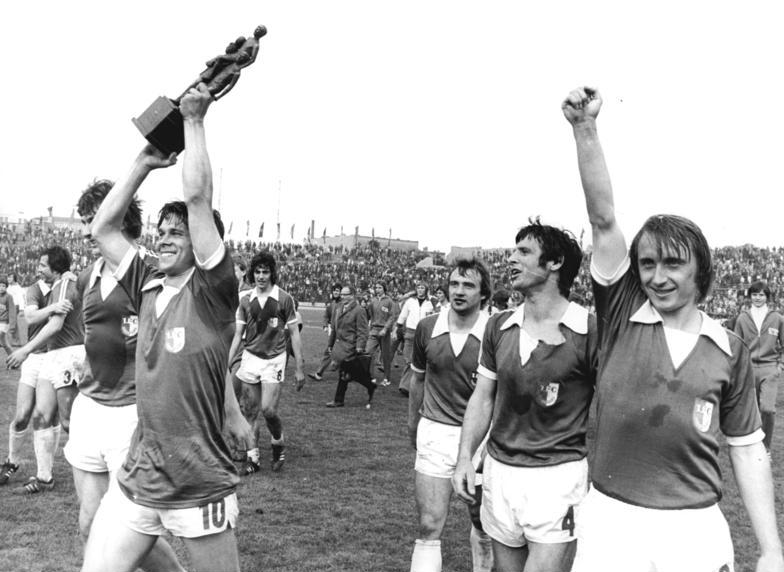
Pokalsieger 1. FC Magdeburg.
Sparwasser mit der Siegertrophäe, neben ihm v. l. n. r. seine Mannschaftskameraden Detlef Raugust, Wolfgang Seguin und Joachim Streich.

Das 1978er Pokalendspiel war in mehrfacher Hinsicht ein Gipfeltreffen des DDR-Fußballs. Es standen sich gegenüber die SG Dynamo Dresden: fünffacher DDR-Meister, dreimaliger Pokalgewinner und aktueller Tabellenführer der DDR-Oberliga – und der 1. FC Magdeburg: dreifacher DDR-Meister, viermaliger Pokalsieger und damaliger Oberliga-Zweiter. Auf dem Platz standen 19 Nationalspieler (Dresden 10, Magdeburg 9). Allgemein galt Dynamo Dresden, amtierender Meister und Tabellenführer, als Favorit. Die Magdeburger hatten nach langer Verletztenserie erst im Endspiel wieder die Bestbesetzung beieinander.
Dann die Überraschung: Nicht die hoch gehandelten Dresdner bestimmten das Spiel, Magdeburg diktierte über 90 Minuten den Spielverlauf. Nicht nur dass sie schon nach einem Kopfballtreffer ihres Liberos Manfred Zapf in der 8. Minute frühzeitig in Führung gingen, sie entfachten auch einen wahren Sturmlauf in Richtung des Dresdner Tores, tauchten während des Spiels 23 Mal gefährlich am oder im gegnerischen Strafraum auf. Dagegen hatte Dresden erst in der 74. Minute durch Sachse seine erste echte Torchance. Während die Dresdner Spielmacher Dörner und Häfner das Spiel ihrer Mannschaft nicht in den Griff bekamen und ihre Mitspieler die meisten Zweikämpfe verloren, zeigte sich der FCM gradlinig, einfallsreich und schnell. Ex-Nationalspieler Otto Fräßdorf urteilte als neutraler Beobachter schon vor der 2. Halbzeit, dass Magdeburg als klarer Sieger vom Feld gehen würde. Nach der Pause verstärkte Dynamo zwar seine Bemühungen, das Spiel noch zu drehen, doch der eigenen Sturmschwäche stand eine kompakte Magdeburger Abwehr gegenüber, aus der heraus Raugust, Seguin und Decker immer wieder gefährliche Konterzüge einleiteten. Da als einziges Manko auf Seiten der Magdeburger eine eklatante Chancenverwertung zu verzeichnen war, blieb es schließlich bei einem knappen Sieg. Spielleiter Prokop kommentierte abschließend: „Ein gutes Finale. Nicht ein bösartiges Revanchefoul. Auch vom spielerischen Niveau war dieses Treffen ein würdiges Endspiel. Es gab viele spannende Torraumszenen. Eine attraktive Werbung für guten Fußball.“ (Volksstimme Magdeburg, 2. Mai 1978)
Der 1. FC Magdeburg hatte mit seinem Sieg zum fünften Mal den FDGB-Pokal gewonnen. Damit ging die Trophäe endgültig in seinen Besitz über.